# Steropleurus perezii
Steropleurus perezii är en insektsart som först beskrevs av Bolívar, I. 1877.  Steropleurus perezii ingår i släktet Steropleurus och familjen vårtbitare. Inga underarter finns listade i Catalogue of Life.

## Bildgalleri

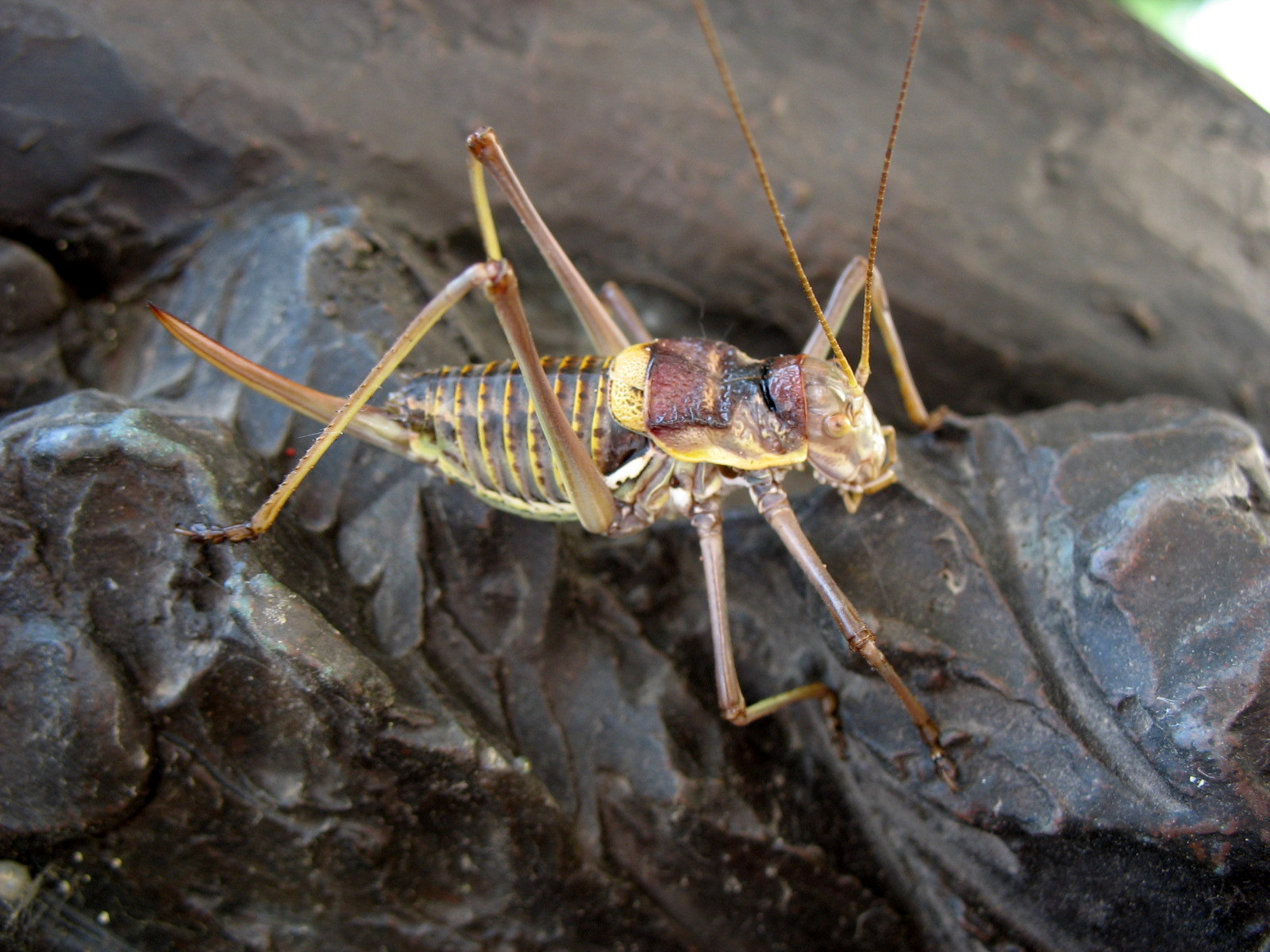
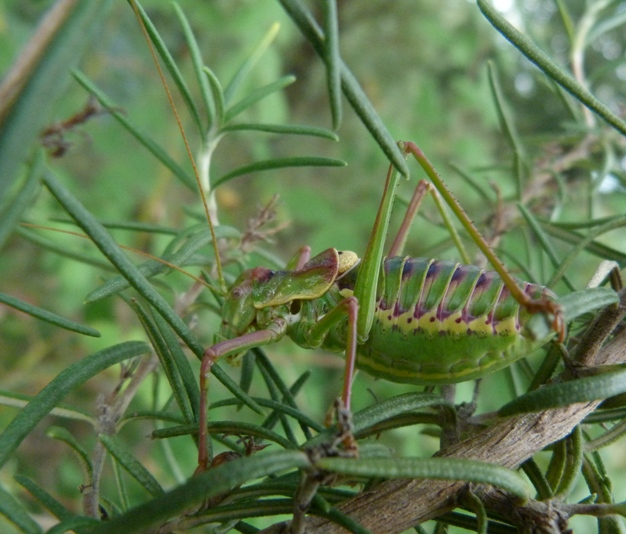